# Іващенки (Лубенський район)
Іва́щенки —  село в Україні, у Хорольській міській громаді Лубенського району Полтавської області. Населення становить 181 осіб. До 2020 орган місцевого самоврядування — Хорольська міська рада.

## Географія
Село Іващенки знаходиться на відстані 1 км від сіл Остапенки та Новооріхівка. Поруч проходить залізниця, станція 185 км за 2 км.

## Історія
12 червня 2020 року, відповідно до розпорядження Кабінету Міністрів України № 721-р «Про визначення адміністративних центрів та затвердження територій територіальних громад Полтавської області», село увійшло до складу Хорольської міської громади..
19 липня 2020 року, в результаті адміністративно - територіальної реформи та ліквідації Хорольського району, село увійшло до складу новоутвореного Лубенського району.